# Anton Huxoll
Anton Huxoll (* 1808 in Oeventrop bei Arnsberg, Landgrafschaft Hessen-Darmstadt; † 1840 in Frankfurt am Main) war ein deutscher Historien- und Genremaler der Düsseldorfer Schule.

## Leben
Huxoll studierte von 1827 bis 1837 an der Kunstakademie Düsseldorf. In der 1. Klasse des Akademie-Direktors Wilhelm Schadow weilte er in den Jahren 1835 bis 1837. Dieser bescheinigte seinem Schüler 1836, dass er „früher sehr maniriert, jetzt etwas natürlicher gemalt“ habe. Das 1837 entstandene Gemälde Des Sängers Abendlied (Der Barde vor der Königsfamilie) wurde vom Rheinischen Kunstverein erworben. Der Verein ließ es von Carl Ludwig Schuler (1782–1852) stechen und 1843 als Vereinsblatt vertreiben. Weitere bekannte Bilder sind Jephtas Tochter mit ihren Freundinnen (1836), Der verstoßene Oedipus, auf einer Ruine auf der Wanderung ausruhend (1836), Almirena und die Zauberin Armida (1836) und Der König auf dem Berge (1838).
1837 zog Huxoll nach Frankfurt am Main, wo er sich Philipp Veit anschloss. Wegen seines frühen Todes blieb sein Œuvre klein.